# Götz Pochat
Götz Pochat (* 28. November 1940 in Gotha) ist ein deutscher Kunsthistoriker.

## Leben
Götz Pochat absolvierte sein Studium in Kunstgeschichte, Psychologie und Literaturgeschichte an den Universitäten Bonn und Stockholm. Mehrere Jahre war er als Assistent und Dozent am Kunsthistorischen Institut der Universität Stockholm tätig. Seine akademische Laufbahn führte ihn von 1981 bis 1987 als Professor für mittlere und neuere Kunstgeschichte an die Rheinisch-Westfälische Technische Hochschule Aachen. Im Jahr 1987 wurde er an die Universität Graz berufen, wo er bis zu seiner Emeritierung im Jahr 2007 als Ordinarius für Kunstgeschichte lehrte.
Seine Forschungsschwerpunkte umfassen die Geschichte der Ästhetik, Kunsttheorie sowie die Darstellung des Fremden in der Kunst und die zeitliche Dimension in der bildenden Kunst. Pochat hat zu diesen Themen zahlreiche Werke verfasst, darunter Geschichte der Ästhetik und Kunsttheorie: Von der Antike bis zum 19. Jahrhundert, das als umfassendes Werk zur Entwicklung ästhetischer Theorien gilt. Ein weiteres wichtiges Werk ist Das Fremde im Mittelalter: Darstellung in Kunst und Literatur. Zudem hat er die mehrbändige Reihe Bild-Zeit veröffentlicht, die sich mit Zeitgestalt und Erzählstruktur in der bildenden Kunst verschiedener Epochen beschäftigt.
Für seine Verdienste wurde Pochat im Jahr 2008 mit dem Großen Silbernen Ehrenzeichen der Republik Österreich ausgezeichnet. 2009 erhielt er den Wilhelm-Hartel-Preis der Österreichischen Akademie der Wissenschaften.

## Schriften (Auswahl)
- Das Fremde im Mittelalter. Darstellung in Kunst und Literatur. Würzburg 1997, ISBN 3-429-01882-X.
- Bild – Zeit. Zeitgestalt und Erzählstruktur in der bildenden Kunst des 14. und 15. Jahrhunderts. Wien 2004, ISBN 3-205-77223-7.
- Kunst, Kultur, Ästhetik. Gesammelte Aufsätze. Wien 2009, ISBN 978-3-7000-0650-3.
- Bild – Zeit. Zeitgestalt und Erzählstruktur in der bildenden Kunst des 16. Jahrhunderts. Wien 2015, ISBN 978-3-205-79645-9.